# Kordos László (geológus)
Kordos László (Mezőcsát, 1950. május 23.) geológus, paleontológus, 2007 és 2010 között a Magyar Állami Földtani Intézet igazgatója, egyben az Országos Földtani Múzeum vezetője, egyetemi tanár.

## Életpályája
Középiskolai tanulmányait a budapesti Szabó József Geológiai Technikumban végezte 1964-től 1969-ig, majd a Kossuth Lajos Tudományegyetemen tanult 1969-től és itt szerzett középiskolai tanári diplomát biológia–földrajz szakon 1974-ben. Ezzel párhuzamosan elvégezte a József Attila Tudomány Egyetemen a geológus szakot 1971 és 1975 között, majd 1975-ben a Kossuth Lajos Tudományegyetemen szerzett természettudományi doktori címet állatföldrajzból és állatrendszertanból.
1974-től a Magyar Állami Földtani Intézetben dolgozott Budapesten, 2007-től 2010-ig az intézmény igazgatójaként. 1975-től a Kossuth Lajos Tudományegyetem külső előadója és a doktori iskola megalapítója volt. 1976-tól az Eötvös Loránd Tudományegyetem Őslénytani Tanszékén előadóként és konzulensként működött, 1997-től pedig a Szent István Egyetem Állatorvosi Karának alkalmazott zoológus szakán a palezoológia előadója, 2010-től pedig a Nyugat-magyarországi Egyetem Természettudományi Karán tanít.

## Tudományos fokozatai
- Földtudományok kandidátusa, 1984
- Egyetemi magántanár, 1997
- Földtudományok doktora, 1993
- PhD tudományos fokozat, 1996
- Habilitáció, 1996.

## Kutatási területei
Fő kutatási területe az emberré válás korszakának első szakasza, a neogén környezetváltozás és az emlősfauna fejlődése. Kutatta a Rudabányán 10 millió évvel ezelőtt élt emberszabású majmokat, ősállatok lábnyomait Ipolytarnócon és a Mecsekben. 
Tanulmányozta a pleisztocén és a holocén gerincesfauna történetét, jelentősek az őskörnyezeti rekonstrukcióra és a rétegtanra vonatkozó eredményei is.

## Díjak
- Kadić Ottokár-érem, 1981. (Magyar Karszt- és Barlangkutató Társulat)
- Koch Antal-emlékérem, 1986. (Magyarhoni Földtani Társulat)[3]
- Az év ismeretterjesztő tudósa, 2009.[4]
- A Magyar Érdemrend lovagkeresztje, 2014.[5]